# Antonella Palmisano
Antonella Palmisano, född 6 augusti 1991, är en italiensk gångare.

## Karriär
I augusti 2023 vid VM i Budapest tog Palmisano brons på 20 kilometer gång efter ett lopp på 1 timme, 27 minuter och 26 sekunder.

## Personliga rekord
- 5 km gång – 22.56 (Locorotondo, 17 januari 2010)[3]
- 10 000 meter gång – 41.57,29 (Orvieto, 23 april 2017) 0NR0[3]
- 10 km gång – 41.28 (Modena, 18 oktober 2020)[3]
- 20 km gång – 1:26.36 (London, 13 augusti 2017)[3]